# Avec Editora
Avec Editora é uma editora criada por Artur Vecchi em 2014. Arthur é filho de Lotário Vecchi, irmão mais velho de Arturo Vecchi, fundador da Editora Vecchi. Parte de suas publicações foram possíveis via financiamento coletivo na plataforma Catarse.

## Histórico
Em 2014, a Avec lançou a  a edição encadernada da webcomic Beladona de Ana Recalde (roteiro) e Denis Mello (arte), que em 2017 virou o RPG Pesadelos Terríveis. Em 2020, lançou Dentre os Grandes, És o Primeiro, em homenagem aos 90 anos do time São Paulo. Em 2023, lançou o livro Mestres do Traço, com entrevistas dos principais cartunistas do Brasil publicadas pela revista Bravo.
Em 2016, a editora passou a publicar quadrinhos europeus, começando por January Jones. Em 2018, publicou o livro Hergé, Tintin et les Avions, sobre as escolhas temáticas de aviões por Hergé nas aventuras de Tintim. A editora também republica quadrinhos brasileiros históricos. Em 2017 republicou Silvio Santos - Vida Luta e Glória e publicou edições encadernadas do herói O Judoka da EBAL por  Floriano Hermeto de Almeida Filho  (2018) e Eduardo Baron (2023).

## Premiações
| Título                                   | Autor                                                 | Premiação        | Edição | Venceu   | Ref        |
| ---------------------------------------- | ----------------------------------------------------- | ---------------- | ------ | -------- | ---------- |
| A Infância do Brasil                     | José Aguiar (roteiro e arte) e Joel de Souza (cores). | Prêmio Jabuti    | 2017   | Indicado | [ 15 ]     |
| A Infância do Brasil                     | José Aguiar (roteiro e arte) e Joel de Souza (cores). | Prêmio Jabuti    | 2018   | Indicado | [ 16 ]     |
| Quem Matou o Caixeta?                    | Rainer Petter                                         | Prêmio Jabuti    | 2018   | Indicado | [ 17 ]     |
| A Infância do Brasil                     | José Aguiar (roteiro e arte) e Joel de Souza (cores). | Prêmio Jabuti    | 2019   | Indicado | [ 18 ]     |
| Tê Rex - Spoilerfobia                    | Marcel Ibaldo                                         | Troféu HQ Mix    | 2019   | Indicado | [ 19 ]     |
| Desafiadores do Destino                  | Mariane Gusmão                                        | Troféu HQ Mix    | 2019   | Venceu   | [ 20 ]     |
| Ritos de Passagem - Quando Éramos Irmãos | Lucas Marques                                         | Prêmio Jabuti    | 2021   | Indicado | [ 21 ]     |
| A Infância do Brasil                     | José Aguiar (roteiro e arte) e Joel de Souza (cores). | Prêmio Jabuti    | 2021   | Indicado | [ nota 1 ] |
| Ex Libris                                | Fabio Brust                                           | Prêmio Literário | 2021   | Venceu   | [ 23 ]     |
| Quando Éramos Irmãos                     | Lucas Marques                                         | Prêmio Jabuti    | 2021   | Indicado | [ 24 ]     |
| Senciente Nível 5                        | Carol Chiovatto                                       | Prêmio Jabuti    | 2022   | Indicado | [ 24 ]     |
| Quando os Mortos Falam                   | Cláudia Lemes                                         | Prêmio Jabuti    | 2022   | Indicado | [ 25 ]     |
| Senciente Nível 5                        | Carol Chiovatto                                       | Prêmio Jabuti    | 2022   | Indicado | [ 26 ]     |